# Anna Katharine Green
Anna Katharine Green (Brooklyn, 11 de novembre 1846 - Buffalo, 11 d'abril 1935) escriptora i poeta nord-americana, també coneguda com "la mare de les novel·les de detectius". Aquest darrer reconeixement el va aconseguir, ja que va ser una de les primeres escriptores del gènere detectiu de ficció. Anna Katharine Green és distingida per a la seva manera en les que escrivia les històries, històries molt ben tramades i legalment precises.
Gràcies a les seves novel·les, el gènere detectiu de ficció va guanyar molta popularitat arreu dels Estats Units.

## Biografia
Anna Katharine Green, era filla de James Wilton Green i Catherine Whitney Green, era la filla més petita de tres germans.
La seva mare va morir quan era petita, des de llavors va viure amb el seu pare i els seus germans.
Anna Katharine Green es va graduar l'any 1866 a Ripley Female College de Poultney, Vermont, més tard va marxar a Nova York, on va començar la seva família.
Es va casar amb l'actor i dissenyador d' estufes, Charles Rohlfs, el 25 de novembre del 1884, amb qui, anys després va tenir una filla.
Rohlfs, més tard, també va ser destacat com a fabricant de mobles.
Green va col·laborar en alguns dissenys de mobles, després que Rohlfs fes una gira de la dramatització de “The Leavenworth Case” una de les novel·les de Green.
El pare de Green, James Wilson Green, era un advocat, el qual va formar part de més d'un cas de penals, crims… El pare de Green va ser una gran influència en les seves novel·les, ja que va aprendre tot el necessari perquè les seves històries fossin més realistes, més precises policialment… gràcies a ell.
Green tenia un gran coneixement de les lleis criminals.

## Carrera
L'ambició de Green per l'escriptura va començar de molt jove, Green va començar a escriure versos romàntics. Mentre, en el moment també mantenia correspondència amb Ralph Waldo Emerson, un poeta reconegut de l'época.
Quan la seva poesia no va aconseguir reconeixement, va canviar a un altre gènere literari, el gènere, detectiu de ficció, i va començar a escriure la seva novel·la més coneguda.
La novel·la “The Leavenworth case”, publicada en 1878 va ser l' èxit de l'any, va arribar a ser molt ben comentada per Wilkie Collins, un dels novel·listes més important en aquell temps.
Després d'aquest gran pas, Green va ser una de les escriptores amb més èxit en vendes.
Va acabar publicant uns 37 llibres en els següents quaranta anys. Alguns dels quals van poder influir a Arthur Conan Doyle i Agatha Christie.

## Obres

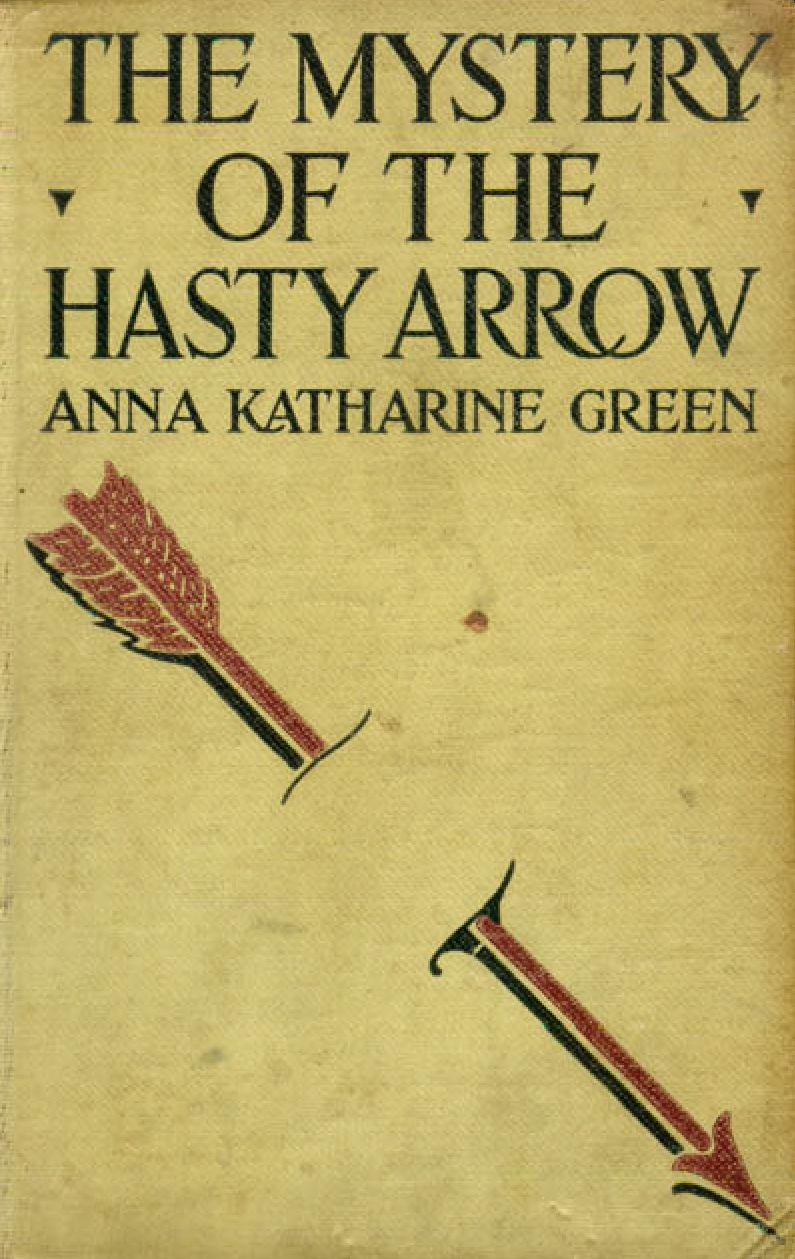
Portada de la novela “The Mystery of the Hasty Arrow” d' Anna Katharine Green

- Portada de la novela “The Mystery of the Hasty Arrow” d' Anna Katharine GreenThe Leavenworth Case (1878)[1] Mr. Gryce #1
- A Strange Disappearance (1880) Mr. Gryce #2
- The Sword of Damocles: A Story of New York Life (1881) Mr. Gryce #3
- Hand and Ring (1883) Mr. Gryce #4
- Behind Closed Doors (1888) Mr. Gryce #5
- A Matter of Millions (1891) Mr. Gryce #6
- The Doctor, His Wife, and the Clock (1895) Mr. Gryce #7. Novellette, shorter than the others
- That Affair Next Door (1897) (Amelia Butterworth I). Also Mr. Gryce #8
- Lost Man's Lane: a Second Episode in the Life of Amelia Butterworth (1898) Also Mr. Gryce #9
- The Circular Study (1900) (Amelia Butterworth III) Also Mr. Gryce #10
- One of my Sons (1901) Mr. Gryce #11
- Initials Only (color frontispiece by Arthur Keller) (1911) Mr. Gryce #12
- The Mystery of the Hasty Arrow (1917) Mr. Gryce #13
- X Y Z: A Detective Story (1883)
- The Mill Mystery (1886)
- 7 to 12: A Detective Story (1887)
- One Hour More (1887)
- Forsaken Inn (1890)
- Cynthia Wakeham's Money (1892)
- Miss Hurd: An Enigma (1894)
- Doctor Izard (1895)
- Agatha Webb (1899) Caleb Sweetwater #1
- The Filigree Ball: Being a Full and True Account of the Solution of the Mystery Concerning the Jeffrey-Moore Affair (1903)
- The Millionaire Baby (illustrations by Arthur I. Keller) (1905)
- The Chief Legatee (1906)
- The Woman in the Alcove (illustrations by Arthur I. Keller) (1906) Caleb Sweetwater #2
- The Mayor's Wife (illustrations by Alice Barber Stephens (1907)
- The House of the Whispering Pines (1910) Caleb Sweetwater #3
- Three Thousand Dollars (1910)
- Dark Hollow (1914)
- The Step on the Stair (1923)
- Other novels
- The Defence of the Bride, and other Poems (1882)
- Risifi's Daughter, a Drama (1887)
- Marked "Personal", A Drama Within a Drama. (1893)
- To the Minute; Scarlet and Black: Two Tales of Life's Perplexities (1916)

Novel·les curtes i històries
The Old Stone House i altres històries 
- "The Grey Madam" (1899)
- "The Bronze Hand" (1897)
- "Midnight in Beauchamp Row" (1895)
- "The Staircase at the Heart's delight" (1894)
- "The Hermit of ― Street" (1898)

Room Number 3, i altres històries de detectius (1913) featuring:
- "Room Number 3"
- "Midnight in Beauchamp Row"
- "The Ruby and the Caldron"
- "The Little Steel Coils"
- "The Staircase at Heart's Delight"
- "The Amethyst Box"
- "The Grey Lady"
- "The Thief"
- "The House in the Mist"

Obres mestres del misteri (1913)
- Col·lecció de contes curts. Les històries també es recullen a la Sala número 3 i Un problema difícil.

The Golden Slipper, and Other Problems for Violet Strange (1915) featuring:
- "The Golden Slipper"
- "The Second Bullet"
- "The Intangible Clew"
- "The Grotto Spectre"
- "The Dreaming Lady"
- "The House of Clocks"
- "The Doctor, His Wife, and the Clock" *shorter version of the novella.
- "Missing: Page Thirteen"
- "Violet's Own"

## Traduccions
- “El Cas De Leavenworth”, Madrid, imagica 2008 (castellà),[9] Madrid, Alberto Santos 2011 (castellà)[10]

- “La Mà i l' Anell”, València, prometeo edit [s.a.][11]

- “Un Dels Meus Fills”, Dépoca (castellà),[12]

- “El Misteri De La Porta Del Costat”, Edizioni Granelli 2019 (Italià)[13]

- “El Doctor, La Seva Dona I El Rellotge”, Mèxic, Companyia General Esitora 1940 (Castellà)[14]

- “El Misteri De Gramercy Park”: versió il·lustrada, Dépoca 2014 (Castellà)[15]

## Crítica
La novel·la de Green “The Leavenworth Case” es considerada com la primera novel·la de misteri escrita per una dona nord-americana, tot i que la novel·la de Seeley Regester, “The Dead Letter” va ser publicada una dècada abans, l'any 1866.
"Només després vaig saber que algunes persones estaven una mica molestes amb això perquè no volen sentir parlar de dones que competeixen amb el mestre", va dir Ellen Higgins, l'any 1994, després de formar part d'una discussió, del senat de Pennsilvània, en la qual es debatia sobre les dones escriptores i la popularització del gènere detectiu de ficció. Es va arribar a la conclusió que Green va ser la que va popularitzar aquest gènere, una dècada abans de què Arthur Conan Doyle públiques la seva primera novel·la de Sherlock Holmes. Aquest fet no va acabar d' agradar al públic, ja que no es volia acceptar que una dona hagués popularitzat un tema tan ampli en la literatura.
Green va ser la creadora de molts personatges memorables, com ara la detectiva Ebenezer Gryce, Amelia Butterworth i un dels més destacats, “la noia detectiu”: en el personatge de Violet Strange.
Molts dels seus personatges van influir en aspectes per altres personatges, com va ser Sherlock Holmes Creat una dècada més tard per Arthur Conan Doyle i també va servir com a base per molts personatges d' Agatha Christie.
Per escriure les seves novel·les tan realistes, Green utilitzava molts dispositius de la trama de gèneres, com testimonis, investigacions mèdiques, cadàvers trobats en llocs inesperats.
La seva precisió en els detalls, en els personatges, experta en els detalls del procediment lògic, a través del descobriment de possibilitats, deduccions i raonaments, la va fer guanyar tots els seus lectors.
La Facultat de Dret de Yale va utilitzar una vegada els seus llibres per demostrar com de perjudicial pot ser confiar en proves circumstancials.

## Llegat
Anys més tard de la mort de Green, l'any 2002, Buffalo Literary Walking Tours va iniciar una sèrie anual de visites destacant autors amb connexions locals. En aquesta sèrie anual s' inclou a Green, juntament amb Mark Twain, F. Scott Fitzgerald, Herman Melville, Taylor Caldwell, entre d'altres.
Algunes de les seves obres van ser adaptades per a la segona sèrie dramàtica The Rivals de BBC Ràdio 4, la novel·la “The Intangible Clue” va ser una d'aquestes obres, va ser adaptada per Chris Harrald.
L' adaptació va ser protagonitzada per Jeany Sparks com a Violet Strange.